# NGC 504
NGC 504 ist eine linsenförmige Galaxie vom Hubble-Typ S0 im Sternbild Fische auf der Ekliptik. Sie ist schätzungsweise 192 Millionen Lichtjahre von der Milchstraße entfernt und hat einen Durchmesser von etwa 95.000 Lichtjahren. Gemeinsam mit fünf weiteren Galaxien bildet sie die NGC 499-Gruppe (LGG 24).

Im selben Himmelsareal befinden sich u. a. die Galaxien NGC 507, NGC 508, IC 1685 und IC 1687.
Das Objekt wurde am 22. November 1827 von dem britischen Astronomen John Herschel entdeckt.